# London Borough of Bexley

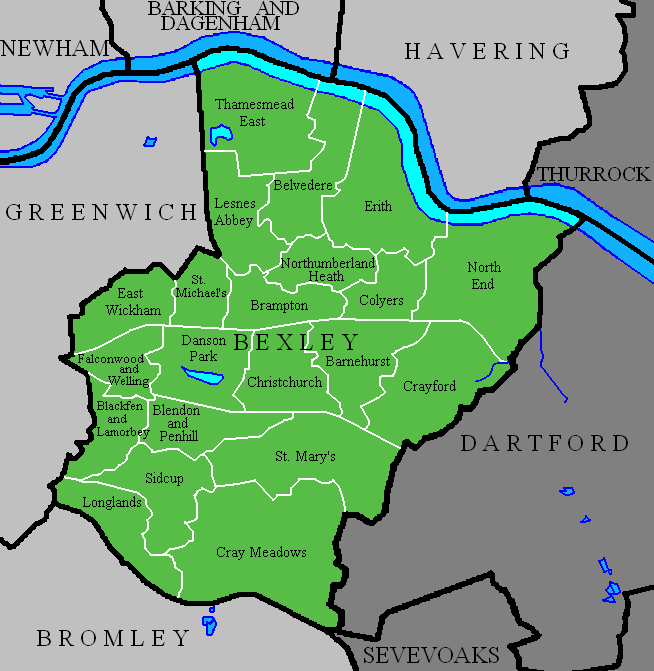
okręgi wyborcze w Bexley

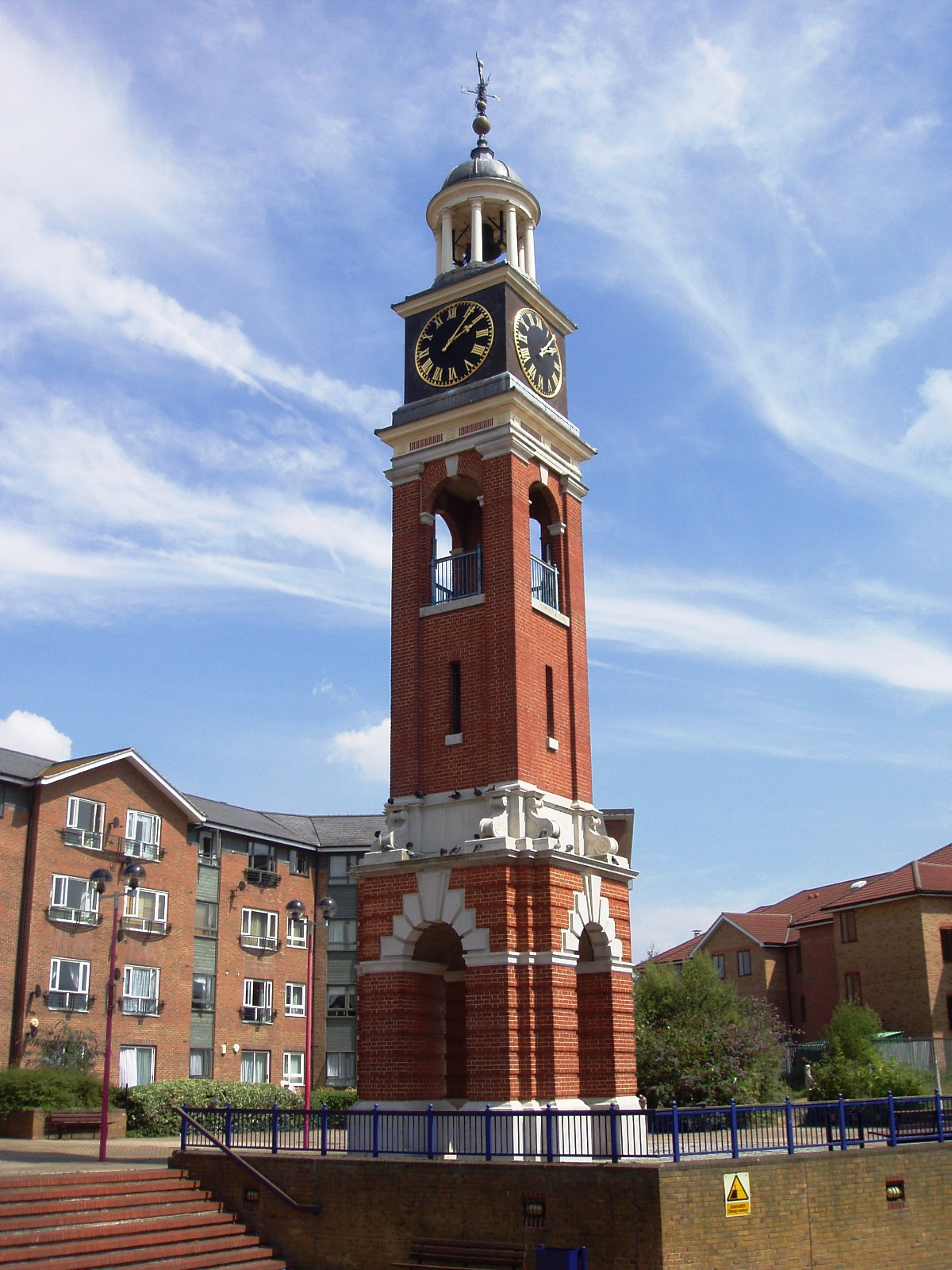
Thamesmead Clocktower

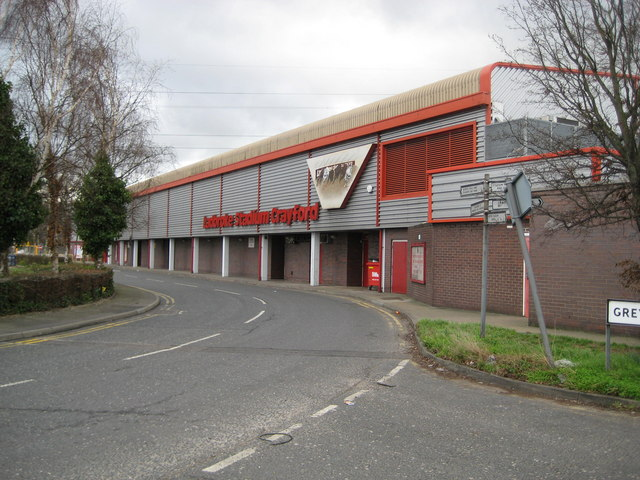
Crayford Greyhound Stadium

London Borough of Bexley – jedna z 32 gmin Wielkiego Londynu położona w jego wschodniej części. Wraz z 19 innymi gminami wchodzi w skład tzw. Londynu Zewnętrznego. Władzę stanowi Rada Gminy Bexley (ang. Bexley Council).

## Historia
Gminę utworzono w 1965 roku na podstawie ustawy London Government Act 1963 z obszarów Bexley (ang. Municipal Borough of Bexley)  utworzonego w 1894 roku, Erith (ang. Municipal Borough of Erith)  utworzonego w 1938 roku, Crayford (ang. Crayford Urban District)  utworzonego w 1920 roku oraz z obszaru Chislehurst and Sidcup (ang. Chislehurst and Sidcup Urban District) utworzonego w 1934 roku - oprócz Chislehurst które zostało dołączone do Bromley. Na terenie gminy w Crayford znajdowała się wybudowana w XIX wieku przez Hirama Maxima fabryka broni w której produkowano karabin maszynowy Maxim. Fabryka pod koniec XIX wieku została przejęta przez firmę Vickers i działała aż do 1985 roku kiedy to została zamknięta, zaś pozostałe po fabryce budynki zostały ostatecznie zburzone w 1998 roku.

## Geografia
Gmina Bexley ma powierzchnię 60,56 km², od północy graniczy przez Tamizę z Barking and Dagenham i Havering oraz od północnego wschodu także przez Tamizę z dystryktem Thurrock w hrabstwie Essex, od zachodu z Greenwich, od południa z Bromley, zaś od wschodu z dystryktami Sevenoaks oraz Dartford w hrabstwie Kent.
W skład gminy Bexley wchodzą następujące obszary:
| - Abbey Wood (część należy do London Borough of Greenwich) - Albany Park - Barnehurst - Barnes Cray - Belvedere - Bexley, zwane też "Old Bexley" albo "Bexley Village" - Bexleyheath, dawniej "Bexley Heath" - Blackfen - Blendon - Bostall - Bridgen - Coldblow - Crayford - Crook Log - Crossness - East Wickham - Erith | - Falconwood - Foots Cray - Lamorbey - Lessness Heath - Longlands - May Place - North Cray - North End - Northumberland Heath - Old Bexley - Sidcup - Slade Green - Thamesmead (część należy do London Borough of Greenwich) - Upper Belvedere - Upton - Welling - West Heath |

Gmina dzieli się na 21 okręgów wyborczych które nie pokrywają się dokładnie z podziałem na obszary, zaś mieszczą się w trzech rejonach tzw. borough constituencies - Bexleyheath and Crayford, Erith and Thamesmead i Old Bexley and Sidcup.
| - Barnehurst (Bexleyheath and Crayford) - Belvedere (Erith and Thamesmead) - Blackfen and Lamorbey (Old Bexley and Sidcup) - Blendon and Penhill (Old Bexley and Sidcup) - Brampton (Bexleyheath and Crayford) - Christchurch (Bexleyheath and Crayford) - Colyers (Bexleyheath and Crayford) - Cray Meadows (Old Bexley and Sidcup) - Crayford (Bexleyheath and Crayford) - Danson Park (Bexleyheath and Crayford) - East Wickham (Old Bexley and Sidcup) | - Erith (Erith and Thamesmead) - Falconwood and Welling (Old Bexley and Sidcup) - Lesnes Abbey (Erith and Thamesmead) - Longlands (Old Bexley and Sidcup) - North End (Bexleyheath and Crayford) - Northumberland Health (Erith and Thamesmead) - Sidcup (Old Bexley and Sidcup) - St Mary’s (Old Bexley and Sidcup) - St Michael’s (Bexleyheath and Crayford) - Thamesmead East (Erith and Thamesmead) |

## Demografia
W 2011 roku gmina Bexley miała 231 997 mieszkańców.
Podział mieszkańców według grup etnicznych na podstawie spisu powszechnego z 2011 roku:
| - Biali Brytyjczycy: 179 250 (77,3%) - Biali Irlandczycy: 2 596 (1,1%) - Irish Travellers: 624 (0,3%) - Pozostali biali: 7 492 (3,2%) - Mieszani Karaibowie: 1 676 (0,7%) - Mieszani Afrykanie: 983 (0,4%) - Mieszani Azjaci: 1 369 (0,6%) - Pozostali mieszani: 1 367 (0,6%) - Hindusi: 7 047 (3,0%) | - Pakistańczycy: 730 (0,3%) - Banglijczycy: 777 (0,3%) - Chińczycy: 2 514 (1,1%) - Pozostali Azjaci: 4 175 (1,8%) - Czarni Afrykanie: 15 952 (6,9%) - Czarni Karaibowie: 2 381 (1,0%) - Pozostali czarni: 1 291 (0,6%) - Arabowie: 303 (0,1%) - Pozostałe grupy etniczne: 1 470 (0,6%) |

Podział mieszkańców według wyznania na podstawie spisu powszechnego z 2011 roku:
- Chrześcijaństwo –  62,1%
- Islam – 2,4%
- Hinduizm – 1,5%
- Judaizm – 0,1%
- Buddyzm – 0,6%
- Sikhizm – 1,8%
- Pozostałe religie – 0,3%
- Bez religii – 24,1%
- Nie podana religia – 7,0%

Podział mieszkańców według miejsca urodzenia na podstawie spisu powszechnego z 2011 roku:
| - Wielka Brytania (199 367 – 85,94%) - Nigeria (6 011 – 2,59%) - Indie (3 403 – 1,47%) - Irlandia (2 103 – 0,91%) - Ghana (1 169 – 0,50%) - Polska (1 070 – 0,46%) - Sri Lanka (998 – 0,43%) - Kenia (835 – 0,36%) - Zimbabwe (789 – 0,34%) - Litwa (629 – 0,27%) - Niemcy (623 – 0,27%) - Południowa Afryka (610 – 0,26%) - Jamajka (579 – 0,25%) - Chiny (516 – 0,22%) | - Włochy (416 – 0,18%) - Bangladesz (390 – 0,17%) - Turcja (402 – 0,17%) - Pakistan (367 – 0,16%) - Francja (363 – 0,16%) - Stany Zjednoczone (356 – 0,15%) - Australia (246 – 0,11%) - Hiszpania (232 – 0,10%) - Portugalia (227 – 0,10%) - Filipiny (280 – 0,12%) - Rumunia (242 – 0,10%) - Iran (144 – 0,06%) - Somalia (118 – 0,05%) - pozostali (9 512 – 4,10%) |

## Transport

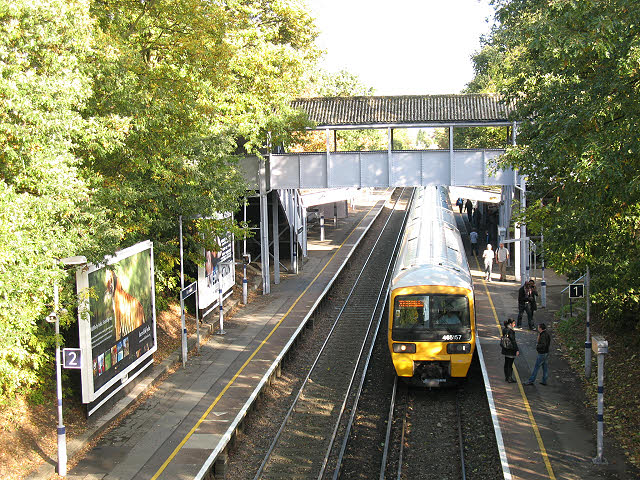
stacja Falconwood

Bexley jest jedną z sześciu londyńskich gmin przez którą nie przebiega ani jedna linia metra.
Pasażerskie połączenia kolejowe na terenie Bexley obsługuje przewoźnik Southeastern.
Stacje kolejowe:
- Abbey Wood (na granicy z London Borough of Greenwich)
- Albany Park
- Barnehurst
- Belvedere
- Bexley
- Bexleyheath
- Crayford
- Erith
- Falconwood (na granicy z London Borough of Greenwich)
- Sidcup
- Slade Green
- Welling

## Miejsca i muzea
- Crossness Pumping Station[15]
- Hall Place[16]
- Danson House[17]
- Red House[18]
- Sidcup Place[19]
- Geoffrey Whitworth Theatre[20]
- Erith Playhouse[21]
- Edward Alderton Theatre[22]

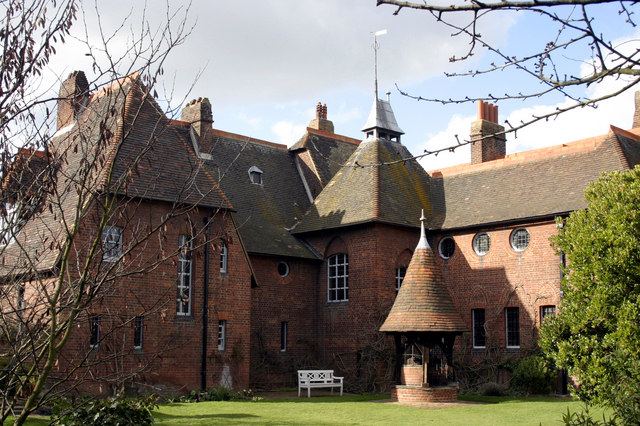
Red House

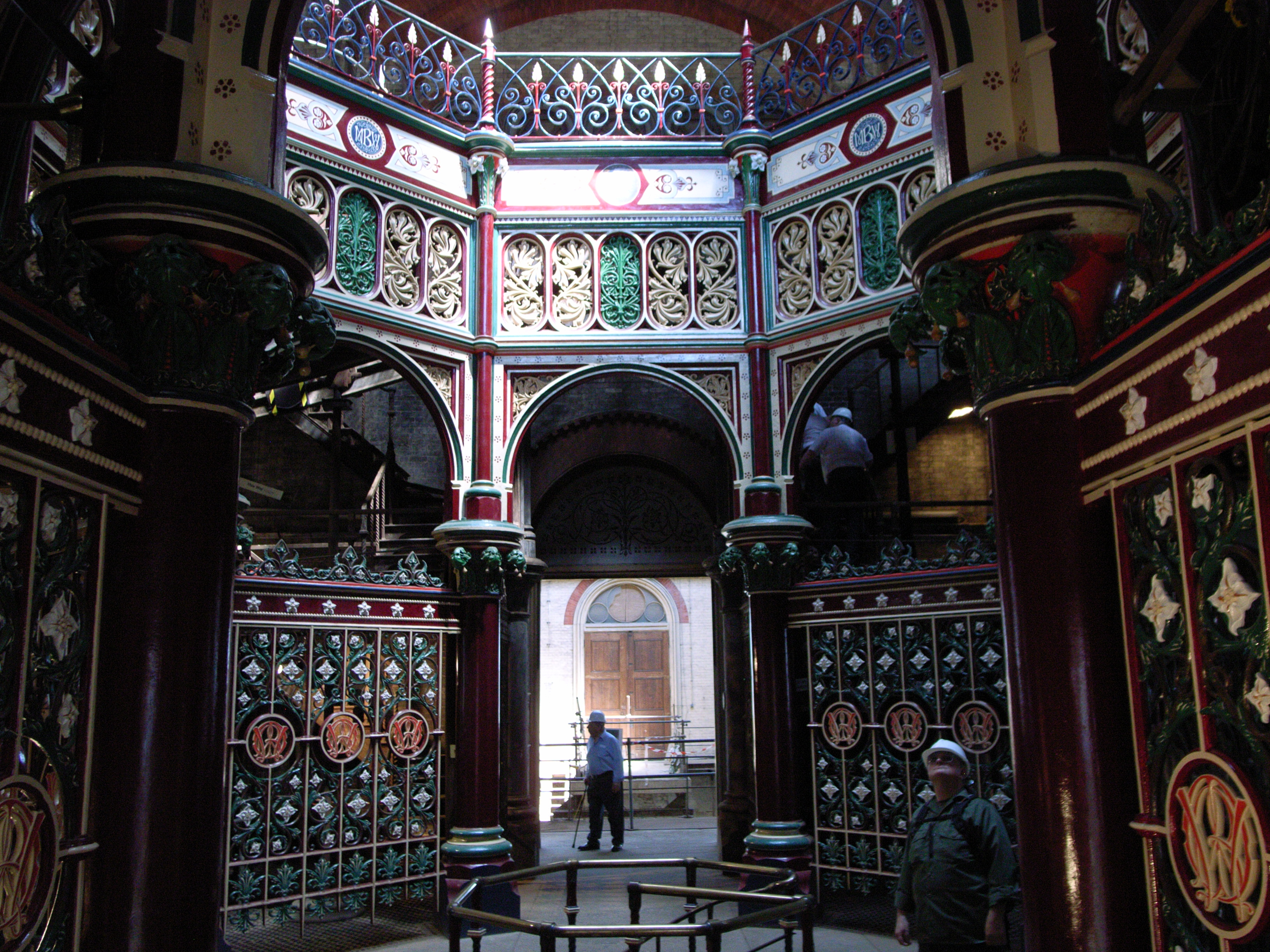
Crossness Pumping Station

- Crayford Manor House Astronomical Society[23]
- Crayford Greyhound Track[24] (tory wyścigowe na których rozgrywane są wyścigi chartów)
- Sidcup Golf Club[25]
- Bexleyheath Golf Club[26]
- Barnehurst Golf Course[27]
- Thamesview Golf Centre[28]

## Edukacja
- Bird College[29]
- Rose Bruford College[30]
- Adult Education College Bexley[31]
- Bexley College[32]
- Beths Grammar School[33]
- Bexley Grammar School[34]
- Bexleyheath Academy[35]
- Blackfen School for Girls[36]
- Business Academy Bexley[37]

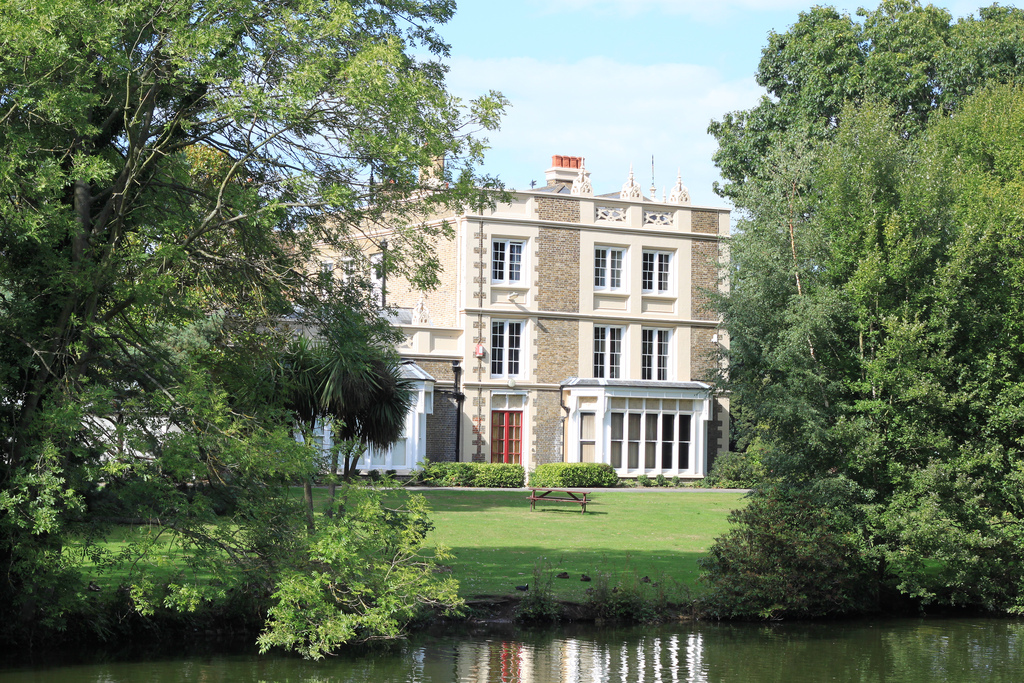
Rose Bruford College

- Chislehurst and Sidcup Grammar School[38]
- Cleeve Park School[39]
- Erith School[40]
- Haberdashers Aske’s Crayford Academy[41]
- Harris Academy Falconwood[42]
- Hurstmere School[43]
- St Catherine’s Catholic School for Girls[44]
- St Columba's Catholic Boys' School[45]
- Townley Grammar School for Girls[46]
- Trinity School, Belvedere[47]
- Welling School[48]
- Christ the King: St Mary’s Sixth Form College[49]

## Znane osoby
W Bexley urodzili się m.in.
- John Paul Jones – producent, aranżer i multiinstrumentalista
- Steve Backley – lekkoatleta
- Kate Bush – piosenkarka
- Boy George – piosenkarz
- Wayne Routledge – piłkarz
- Mike Rann – polityk
- Liam Ridgewell – piłkarz
- Naomi Cavaday – tenisistka